# Wehrverband
Ein Wehrverband ist ein militärähnlich organisierter, uniformierter Verband von freiwilligen Mitgliedern, die nicht (oder nur vorübergehend) kaserniert, nicht besoldet und offiziell nicht bewaffnet sind und ihren Dienst an Abenden oder Wochenenden leisten. Historisch verfügten einige Wehrverbände allerdings im Geheimen über Waffen. Meist hat ein Wehrverband auch eine politische Zielsetzung.
In Deutschland und Österreich wurden besonders in der Zwischenkriegszeit sowohl auf der rechten als auch auf der linken Seite des politischen Spektrums Wehrverbände gegründet. Beispielsweise in Deutschland das Reichsbanner, der Jungdeutsche Orden, der Stahlhelm oder der Rotfrontkämpferbund, und in Österreich die Heimwehrverbände und der Republikanische Schutzbund. Kennzeichnend für die Wehrverbände der Weimarer Republik war ein sich an klassische militärische Rituale anlehnendes, martialisches Auftreten in der Öffentlichkeit, das geprägt war durch Marschkapellen, Flaggen, Uniformen und Paraden. Ziel war weniger die Ausbildung der Mitglieder zu kriegerischen Handlungen, als vielmehr die Betonung der Kampf-, Angriffs- und Verteidigungsbereitschaft gegen den politischen Gegner in Saal- und Straßenschlachten. Im Unterschied zu den Freikorps aus der Frühzeit der Weimarer Republik verfügten die Verbände über keine reguläre Bewaffnung.

## Belege
1. ↑  Walter Wiltschegg: Die Heimwehr. Eine unwiderstehliche Volksbewegung? (= Studien und Quellen zur österreichischen Zeitgeschichte. Bd. 7). Verlag für Geschichte und Politik, Wien 1985, ISBN 3-7028-0221-5, S. 14.